# Kiefern-Prozessionsspinner
Der Kiefern-Prozessionsspinner (Thaumetopoea pinivora, Syn.: Traumatocampa pinivora) ist ein Schmetterling (Nachtfalter) aus der Familie der Zahnspinner (Notodontidae). Wie auch bei den anderen Prozessionsspinnern können die Brennhaare der Raupen beim Menschen bei Berührung eine Raupendermatitis auslösen. 

## Merkmale
Die Falter haben eine Flügelspannweite von 30 bis 40 Millimetern, wobei die Männchen etwas kleiner als die Weibchen sind. Die Vorderflügel sind bei beiden Geschlechtern weißlichgrau gefärbt; beim Männchen sind sie etwas rostrot, beim Weibchen gelblich beschuppt. Letztere weisen außerdem eine etwas undeutlichere Flügelzeichnung auf. Auf den Vorderflügeln verlaufen drei feine, dunkle, leicht gelb gesäumte Querbinden. Die beiden weiter außen gelegenen Binden nähern sich zum Flügelinnenrand deutlich und schließen ein hellgrau gefärbtes Mittelfeld ein. In der Flügelmitte befindet sich ein wenig stark ausgebildeter, graubrauner Fleck (Diskozellularfleck). Die grau gefransten Hinterflügel sind hell gefärbt und tragen am Analwinkel einen braunen Fleck. Die Fühler sind gefiedert, beim Weibchen jedoch fadenförmig mit kurzen Lamellen. Der Kopf und der Thorax sind beim Männchen schwarzbraun, beim Weibchen graubraun, der Hinterleib ist bei beiden Geschlechtern gelb- bis rotbraun. Beim Weibchen ist die Behaarung am letzten Hinterleibssegment lose. Es gibt Individuen, deren Vorderflügel stark verdunkelt und deren Hinterflügel grau gefärbt sind, sowie solche, deren Querbinden breiter und sehr dunkel ausgebildet sind. Die Art sieht dem Eichen-Prozessionsspinner (Thaumetopoea processionea) ähnlich, unterscheidet sich jedoch von diesem durch ihre weißgrauen statt braungrauen Vorderflügel, deren Zeichnung schärfer ausgebildet ist, sowie durch das Fehlen des dunklen Bogenstreifens auf den Hinterflügeln.

## Vorkommen und Lebensraum
Die Art kommt vom Süden Schwedens und Finnlands über Dänemark und den Nordosten Deutschlands, östlich der Elbe nach Polen und weiter östlich vor. Vorkommen sind auch aus Frankreich und Spanien bekannt. Sie bewohnt trockene und sandige Kiefernwälder und bevorzugt niedrig wachsende Bestände, die zwischen 30 und 50 Jahre alt sind.
Der Schriftsteller Robert Gernhardt beschreibt in seinen Brunnen-Heften eine Begegnung mit den Kiefern-Prozessionsspinnern im Jahre 1991 in seiner Wahlheimat Toscana/Italien.

## Lebensweise

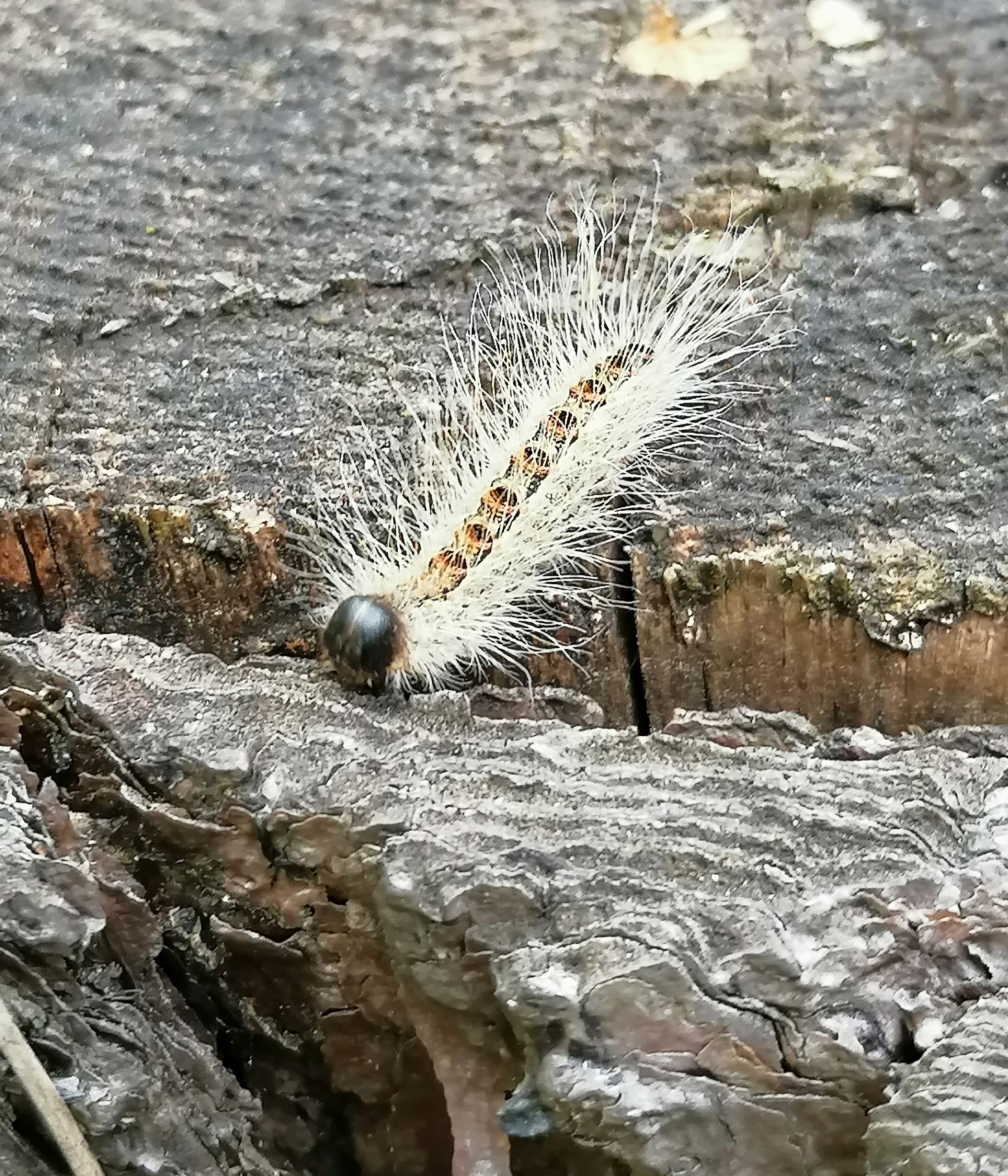
Raupe

Die Raupen ernähren sich von den Nadeln der Waldkiefer (Pinus sylvestris) und Hakenkiefer (Pinus uncinata). Gelegentlich kommt es zu Massenentwicklungen, bei denen sie insbesondere in Kiefernmonokulturen Schäden verursachen können. 

### Flug und Raupenzeiten
Die Prozessionsspinner entwickeln sich in zwei separat auftretenden Stämmen. Die Raupen des einen Stamms schlüpfen im Juli aus überwinternden Eiern und entwickeln sich bis August. Sie verpuppen sich im Spätsommer und überwintern nochmals als Puppe, um dann im Juli und August des dritten Jahres zu schlüpfen. Gelegentlich überliegen diese Puppen auch mehrere Jahre. Der zweite Stamm legt seine Eier im Mai ab, aus denen sich noch im selben Jahr bis zum Herbst die Raupen entwickeln und als Puppe überwintern. Die Imagines dieser Tiere schlüpfen im Mai des zweiten Jahres. Diese parallel auftretenden Stämme bewirken, dass gelegentlich in manchen Jahren überwiegend Raupen oder überwiegend Falter auftreten.

## Entwicklung
Die Raupen sind vorwiegend nachtaktiv und sitzen tagsüber in Gruppen an Astgabeln ihrer Nahrungspflanzen, wobei sie Gespinste spinnen. Die Verpuppung erfolgt am Erdboden im Sand. Dazu wandern die Raupen wie auch die der anderen Prozessionsspinner in Prozessionen hintereinander her, wobei jedoch beim Kiefern-Prozessionsspinner meistens nur eine Reihe gebildet wird.

## Belege